# 안드로메다자리 엡실론
안드로메다자리 엡실론(ε And / ε Andromedae)은 안드로메다자리에 있는 별이다. G형 거성으로, 핵에서 수소가 다하고 헬륨이 융합에 관여하는 레드클럼프 항성으로 추측된다.

## 주해
1. ↑  연주시차를 이용한 계산